# Stralsund Hauptbahnhof
Stralsund Hauptbahnhof (offiziell Stralsund Hbf, bis 2010 trug der Bahnhof nur den Namen Stralsund) ist ein Eisenbahnknotenpunkt in Stralsund. Er befindet sich zentral im Schnittpunkt zwischen der Stralsunder Altstadt und dem Stadtteil Tribseer bzw. der Tribseer Vorstadt. Der Bahnhof wird im Personenverkehr von Unternehmen des Deutsche-Bahn-Konzerns und von der Ostdeutschen Eisenbahn bedient. Von der einstigen Bedeutung im Güterverkehr ist heute nicht mehr viel übrig geblieben, auch das früher wichtige Bahnbetriebswerk Stralsund wurde mittlerweile geschlossen. Im Jahr 2016 wurde er von der Allianz pro Schiene als „Bahnhof des Jahres“ ausgezeichnet.

## Geschichte
Dem Eisenbahnanschluss von Stralsund mit der Errichtung eines Bahnhofes gingen seit 1843 jahrzehntelange Bemühungen und Planungen von Stralsunder Kaufleuten und Unternehmern voraus. Zunächst wurde 1863 mit der Angermünde-Stralsunder Eisenbahn eine Abzweigung von der 1843 errichteten Berlin-Stettiner Eisenbahn nach Stralsund gebaut (→ Vorpommern-Magistrale). Der erste Zug fuhr am 27. September 1863 in Stralsund ein. Nach dem Bau des ersten Bahnhofs bemühte sich die neugegründete Berliner Nord-Eisenbahn-Gesellschaft weiterhin um eine direkte Verbindung nach Berlin über Neustrelitz. Sie erhielt dann 1870 die Konzessionen der Staaten Preußen und Mecklenburg-Strelitz für diese Strecke. Am 1. Januar 1878 wurde schließlich der Betrieb auf der Berliner Nordbahn mit Stralsund als Endstation aufgenommen.

## Streckenanbindungen und Gleisanlage

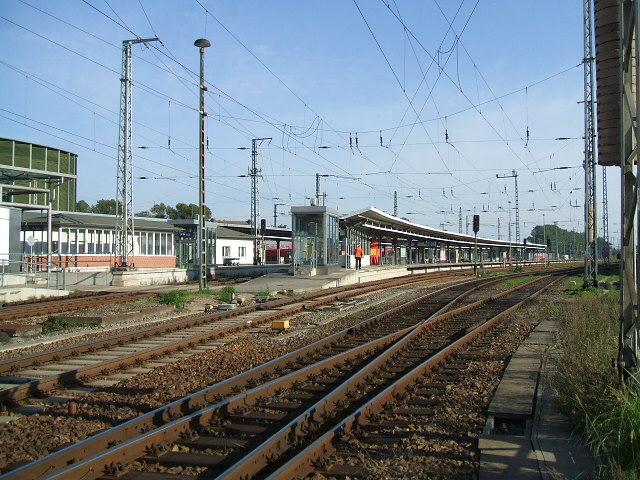
Gleisanlagen, Einfahrt aus Richtung Rostock

Etwa zwei Kilometer südöstlich des Personenbahnhofs laufen die Gleise der Berliner Nordbahn (eingleisig), der Angermünde-Stralsunder Eisenbahn (zweigleisig) und der Bahnstrecke Stralsund–Sassnitz (zweigleisig) zusammen und bilden ein Gleisbündel, das geradlinig auf die ursprünglich als reiner Kopfbahnhof angelegte Bahnhofsanlage zuläuft.
Im Bahnhof verteilt sich dies zum einen auf die Gleise 1 bis 4, die sich jeweils paarweise einen Mittelbahnsteig teilen (1+2 und 3+4), die beide ihrerseits an einem querliegenden Hausbahnsteig enden. Die Gleise 1 bis 3 enden an dem Querbahnsteig als Stumpfgleise, während das äußere Gleis 4 als Durchgangsgleis parallel zu und zusammen mit den ebenfalls aus Südosten herangeführten Gleisen 5 und 6 westlich am Bahnhofs-Seitenflügel vorbei verläuft; die Gleise 4, 5 und 6 werden ab dort zur Bahnstrecke Stralsund–Rostock zusammengeführt. Die beiden Gleise 5 und 6 haben auf gleicher Höhe mit den anderen beiden Bahnsteigen einen gemeinsamen Insel- bzw. Mittelbahnsteig; dieser ist am nördlichen Ende mit einer Unterführung unter den Gleisen 4 und 5 hindurch mit dem quer angeordneten Hausbahnsteig verbunden.

## Anlagen

### Erstes Empfangsgebäude

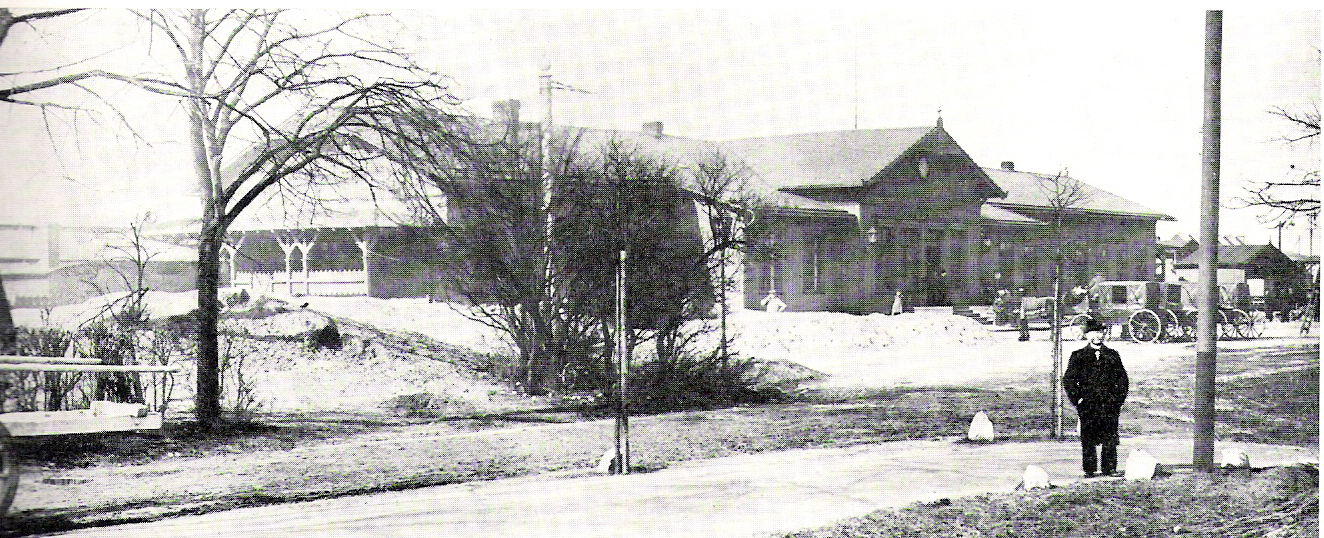
Erstes Empfangsgebäude

Aufgrund des Festungscharakters Stralsunds wurde auf Betreiben des preußischen Kriegsministeriums 1863 zunächst nur ein hölzernes Empfangsgebäude am Bahnhofsweg errichtet. Dieses sollte im Falle eines Angriffs auf die Stadt schnell zerstört werden können. Es maß rund 30 × 10 Meter im Geviert und hatte zwei Wartesäle.

### Heutiges Empfangsgebäude

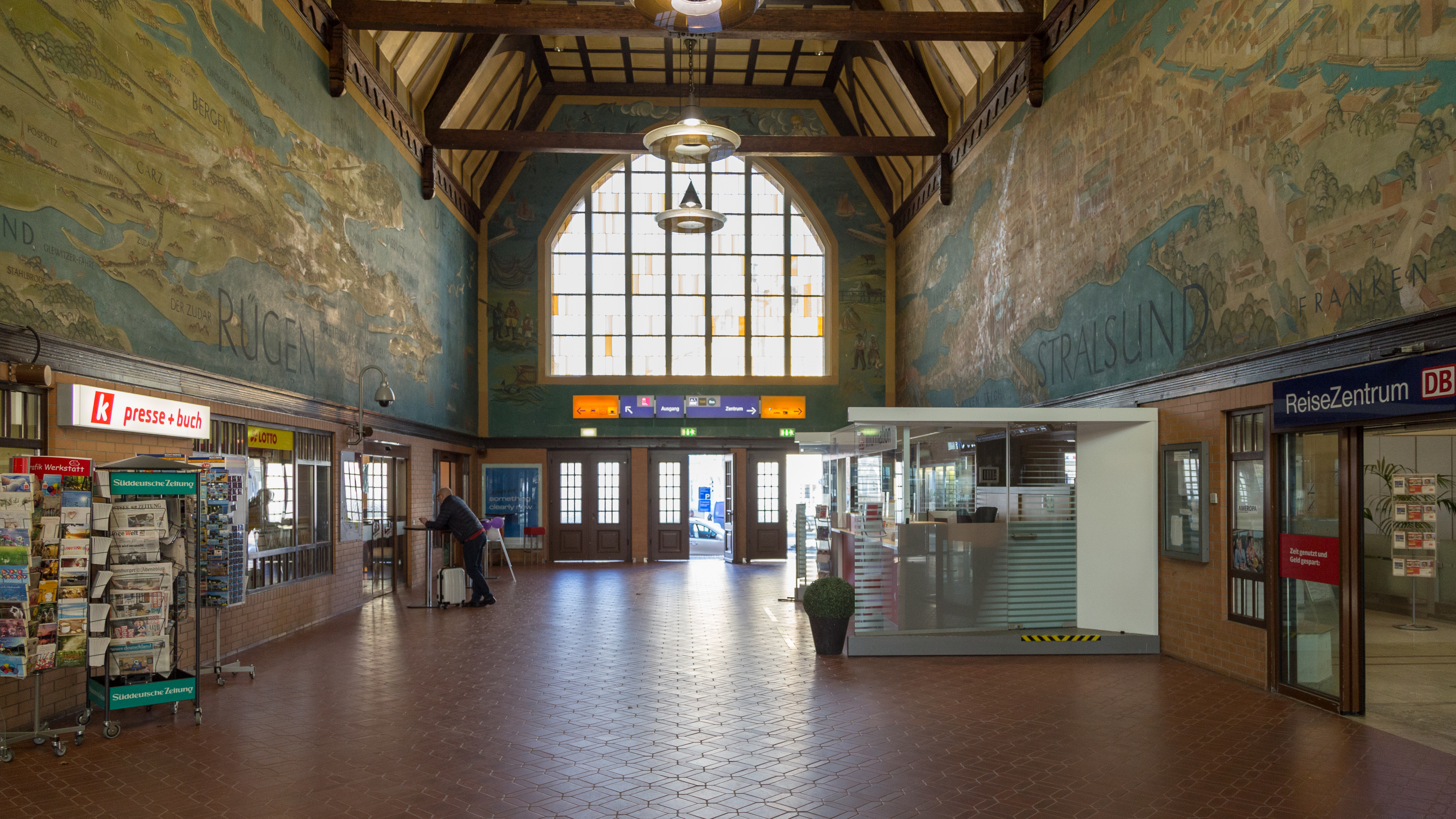
Innenansicht des Empfangsgebäudes (2015)

Nach der Entfestung der Stadt wurde nach einem Entwurf der Königlichen Eisenbahndirektion Stettin ein neues Empfangsgebäude aus Backstein-Sichtmauerwerk errichtet. Der ausführliche Bauentwurf sowie die spätere Bauleitung erfolgte unter offizieller Federführung des Wirklichen Geheimen Oberbaurats Alexander Rüdell (Berlin) und dessen Mitarbeiter Fritz Klingholz durch den Landbauinspektor (und späteren Professor an der Technischen Hochschule Braunschweig) Hans Stubbe. Der Bau wurde am 9. November 1903 begonnen und am 29. März 1905 dem Verkehr übergeben.
Das auf dem Gelände der ehemaligen Viehrampe am Tribseer Damm angelegte Bahnhofsempfangsgebäude wurde von der Straßenflucht zurückgesetzt errichtet, wobei ein Platz entstand, der von Droschken und später der Straßenbahn sowie von Zügen der Kleinbahn Stralsund–Barth–Damgarten genutzt wurde. Heute befinden sich hier Kurzzeitparkplätze und ein Taxistand.
Der Gebäudekomplex ist entlang der Straßenfront etwas über 50 Meter breit und inklusive des westlichen, vorspringenden Seitenflügels etwa 40 Meter tief. Die mittige Eingangshalle ist fast 9,90 Meter breit, in Richtung zu den Gleisen 22,12 Meter tief und 15 Meter hoch. Über dem Eingang und dem Zugang zu den Bahnsteigen befinden sich große Fensterflächen.
Im westlichen Bereich der Halle waren ursprünglich Diensträume untergebracht. Im östlichen Bereich befanden sich drei Wartesäle: Einer ausschließlich für Damen, einer für die Reisenden der 1. und 2. Wagenklasse und einer für die Reisenden der 3. und 4. Wagenklasse. Ein Turm neben der Eingangshalle, der ein Treppenhaus beherbergt, sollte eine Anlehnung an die Architektur der drei großen Stralsunder Pfarrkirchen bieten. Das große Zifferblatt der Turmuhr konnte mit einer oberhalb davor angebrachten Laterne beleuchtet werden; deren Gehäuse ist noch intakt vorhanden (Stand: 2013).
Am Abend des 28. März 1905 wurde der neue Bahnhof mit einem Fest eingeweiht. Dieses dauerte bis in die folgenden Morgenstunden, als die offizielle Inbetriebnahme mit der Verabschiedung des Zuges Nr. 206 nach Neubrandenburg erfolgte. Das „Stralsunder Tageblatt“ schrieb dazu: „Mit dem heutigen Tage ist der Eisenbahnverkehr in Stralsund in ein neues Stadium getreten, in dem der seit so langen Jahren gehegte Wunsch unserer Einwohnerschaft nach einem neuen Bahnhof endlich in Erfüllung gegangen ist. Das Leben und Treiben auf dem neuen Bahnhofe machte bei seiner heutigen Eröffnung einen wirklich großstädtischen Eindruck.“
In den 1930er Jahren erhielt der Stralsunder Künstler Erich Kliefert den Auftrag zur Neugestaltung der Empfangshalle. Er wählte für die westliche Seite im oberen Bereich der Halle eine großformatige farbige Darstellung Stralsunds aus der Vogelperspektive und für die östliche Seite eine ebensolche Darstellung der Insel Rügen. Beide Gemälde entstanden 1935.
In den 1990er Jahren wurde das Gebäude saniert und der Bereich vor den Bahnsteigen mit einem großzügigen Glasdach überdeckt. Die Sanitärbereiche wurden erneuert und Ladengeschäfte in der Empfangshalle angesiedelt.

### Bahnsteiganlagen

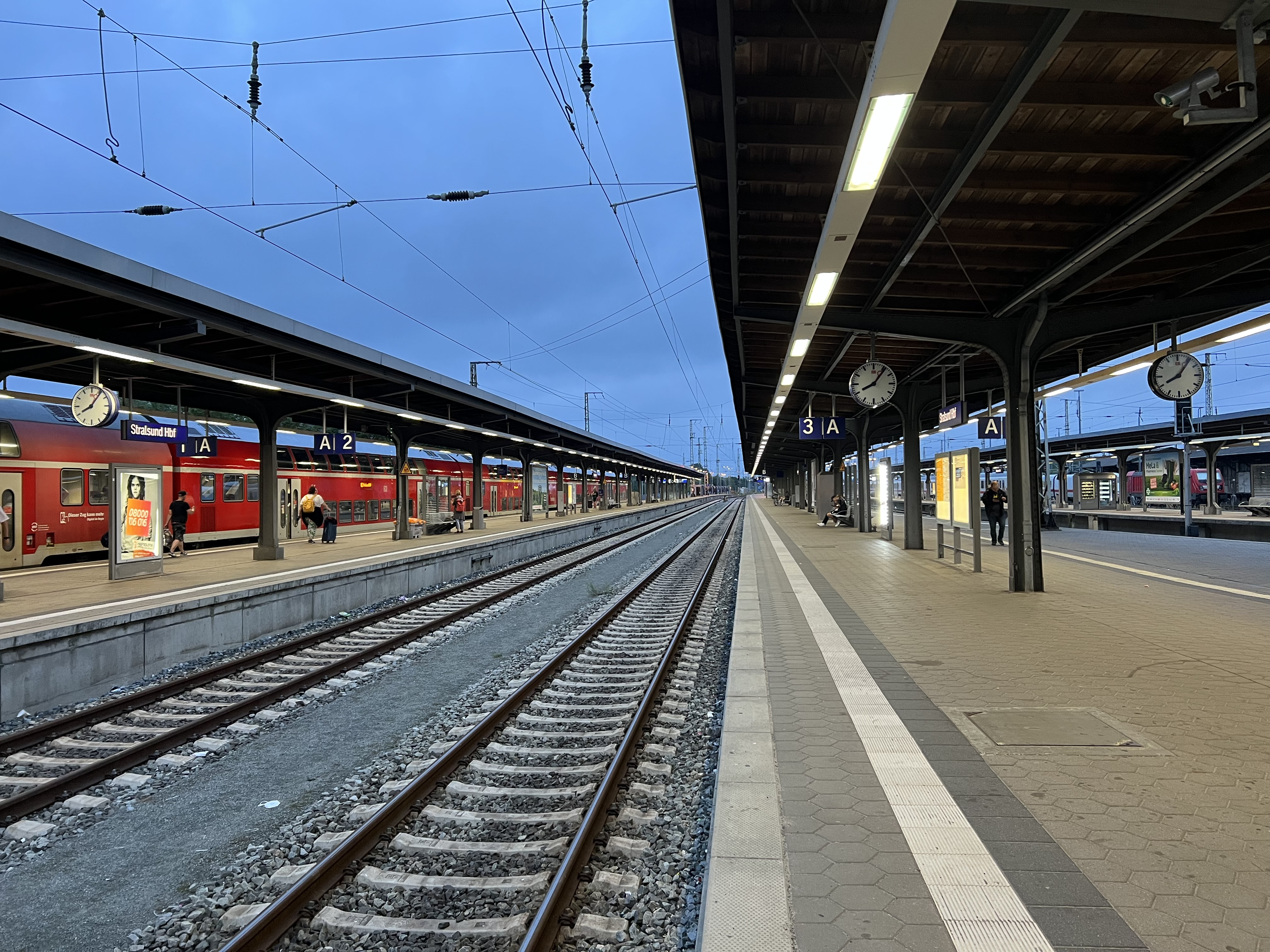
Mittelbahnsteige am Hauptbahnhof Stralsund

Die Bahnsteige in der ersten Ausführung waren nicht überdacht. Der Zugang zu den Bahnsteigen war daneben noch mit unmittelbarem Überqueren der Gleise zu Fuß möglich.
Nach Fertigstellung des Empfangsgebäudes von 1905 war der Zugang zu den Bahnsteiggleisen 1 bis 4 mit einem anstoßenden Querbahnsteig vereinfacht. Reisende, die das 1888 errichtete Durchgangsgleis von und nach Berlin bzw. Stettin nach und von Rostock nutzen wollten, mussten dazu jedoch weiterhin unmittelbar die vor dem westlich gelegenen Inselbahnsteig liegenden Gleise überqueren. Erst später wurde der jetzige Tunnel zum Inselbahnsteig gebaut.
Die beiden Kopfbahnsteige sind je 330 Meter bis 342 Meter lang, der Inselbahnsteig für den durchgehenden Streckenstrang Berlin/Stettin–Rostock ist 387 Meter lang (Stand: 2021).

### Güterverkehr

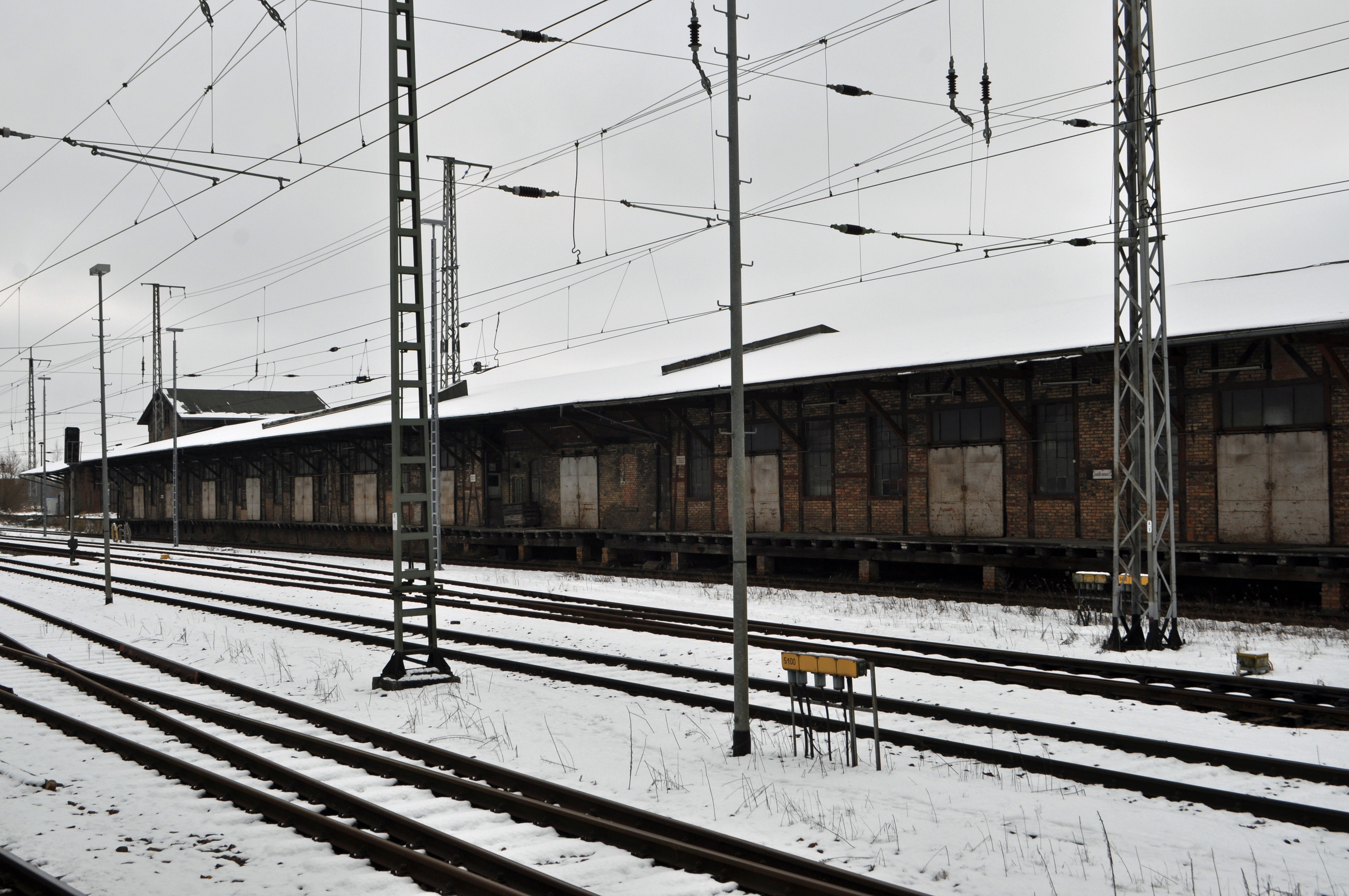
Ortsgüteranlage am westlichen Rand des Hauptbahnhofs

Parallel zu den Gleisen des Inselbahnsteiges der Strecke nach Rostock befinden sich vier weitere Gleise, an deren äußerstem sich Gebäude einer Ortsgüteranlage befinden.

### Zugbereitstellungsanlage
Bis Ende des Jahres 2020 errichtete die Deutsche Bahn auf dem Gelände des ehemaligen Bahnbetriebswerkes eine Bereitstellungsanlage für ihre Fernverkehrszüge. Auf einer Fläche von 48.000 m² entstanden sieben Gleise mit einer Länge von jeweils 360 bis 430 Metern. 22 Millionen Euro werden hierfür investiert. Die endenden und beginnenden Züge werden hier gereinigt und mit Frisch- und Brauchwasser ver- bzw. entsorgt, außerdem werden kleinere Reparaturen ausgeführt.

### Bahnbetriebswerk Stralsund

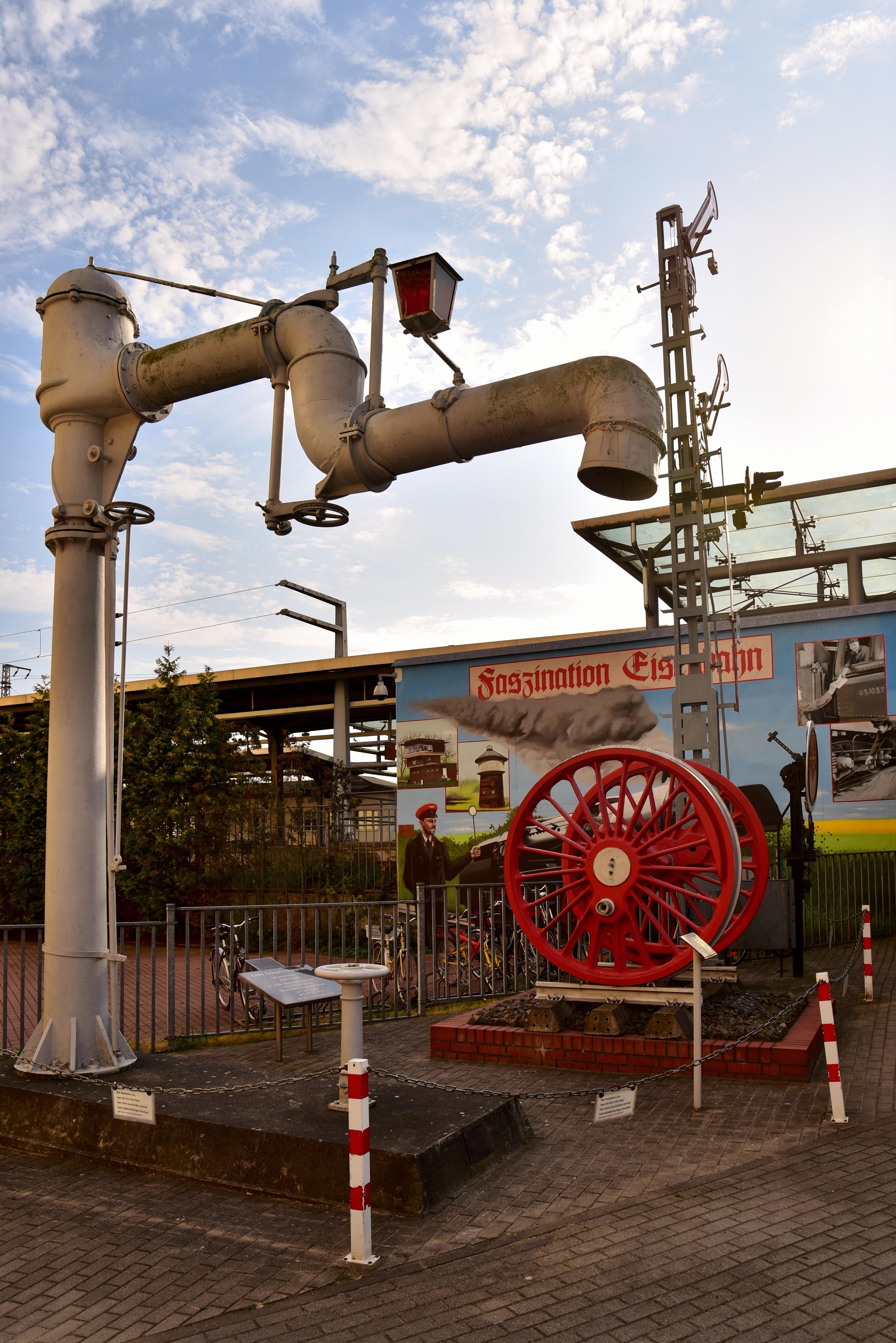
Wasserkran und Radsatz aus der Dampflokzeit als Ausstellungsstücke neben dem Bahnhof Stralsund

Bei der Bahnhofseröffnung 1863 durch die Berlin-Stettiner Eisenbahn-Gesellschaft war auch ein einfacher Lokschuppen vorhanden. Das rechteckige Gebäude bot zwei Maschinen Platz. Mit Eröffnung des Streckenabschnitts Demmin–Stralsund durch die Berliner Nord-Eisenbahn-Gesellschaft entstand 1878 auf dem späteren Gelände des Bahnbetriebswerks Stralsund ein vierständiger Ringlokschuppen sowie eine Reparaturwerkstatt. Der Lokschuppen musste schon nach kurzer Zeit erweitert werden, so dass er 1883 14 Stände umfasste.
Nach der Verstaatlichung der beiden Gesellschaften wurden die Anlagen von der preußischen Staatsbahn übernommen und zu einem Betriebswerk zusammengefasst. Zunächst war die Direktion Berlin für die Anlagen zuständig, 1895 wurde das Betriebswerk zur Direktion Stettin übertragen. Bis 1889 war der Ringlokschuppen auf 19 Stände angewachsen. Ein zweiter Ringlokschuppen mit 16-m-Drehscheibe wurde 1895 teilweise in Betrieb genommen, 1905 umfasste das Gebäude 19 Stände. Zwischen dem Lokschuppen I und II wurde eine neue Werkstatt – später als Verwaltung und Lager genutzt – errichtet. Obwohl weitere Ausbaupläne vorhanden waren, konnte durch den Ersten Weltkrieg erst 1917 mit den Bauarbeiten zum Ringlokschuppen III begonnen werden. Das 21-ständige Gebäude wurde 1921 fertiggestellt. Es war vorrangig für die in Stralsund stationierten Schnellzuglokomotiven konzipiert. Daher wurde 1940 die 20-m-Drehscheibe durch ein Exemplar mit 23 m Bühnenlänge ausgetauscht.
Ende der 1950er und in den 1960er Jahren wurde das Bahnbetriebswerk modernisiert. So entstand unter anderem ein Kohlehochbunker und eine Tankstelle mit Öllager. 1980 wurde der Hochbunker wieder abgerissen.
Im Mai 1985 wurde das Bahnbetriebswerk zu Ehren des NS-Opfers Otto Scharfschwerdt in Bahnbetriebswerk „Otto Scharfschwerdt“ Stralsund umbenannt. Ab 1990 begann die Bedeutung des Bahnbetriebswerkes durch die wirtschaftlichen Veränderungen nach der Wende 1989/90 zu sinken. Mit dem Zusammenschluss von Deutscher Reichsbahn und Deutscher Bundesbahn wurde das Bahnbetriebswerk Stralsund in den Betriebshof Stralsund umgewandelt. Seit 1999 gab es in Stralsund nur noch eine Zweigniederlassung der DB, die am 1. Juli 2001 gänzlich aufgelöst wurde und fortan nur noch als Personaleinsatzstelle diente. Kurz zuvor wurde im Juni 2011 die Werkstatt geschlossen.
Die an den südöstlich gelegenen Betriebsgleisen und unterhalb der Auffahrt der E 22 zur neuen Rügenbrücke befindlichen Lokschuppen werden nicht mehr genutzt und sind dem Verfall preisgegeben (Stand: 2024).
Dienststellen
Nach dem Zweiten Weltkrieg besaß Stralsund nur eine Lokeinsatzstelle in Greifswald sowie eine in Wolgast Hafen. Erst mit der Auflösung zahlreicher kleiner Bahnbetriebswerke kamen Ende der 1960er Jahre zahlreiche Einsatzstellen hinzu. So wurde das Bahnbetriebswerk Putbus – das seinerseits die Außenstellen Altenkirchen, Bergen (Rügen) Ost, Garz und Göhren mitbrachte – am 1. Januar 1967 dem Bahnbetriebswerk Stralsund angegliedert. Zum 1. Januar 1968 wurden die bisher selbstständigen Bahnbetriebswerke Barth und Saßnitz dem Bahnbetriebswerk Stralsund unterstellt. Damit gehörten auch die Lokbahnhöfe Franzburg und Tribsees zum Bahnbetriebswerk. Während die Lokbahnhöfe Garz (1967), Altenkirchen (1968), Franzburg (1969) und Bergen (Rügen) Ost (1971) recht bald geschlossen wurden, blieben die restlichen Einsatzstellen bis nach 1990 erhalten.
Das Bahnbetriebswerk Seebad Heringsdorf wurde am 1. September 1992 Stralsund angegliedert. Zudem wurden ab 1994 noch die Lokomotiven des Fährhafens Mukran in Stralsund beheimatet.
Lokomotiveinsatz
Nach Kriegsende kamen in den 1940er und 1950er Jahren hauptsächlich die Baureihen 38.10–40 und 41 im Personenverkehr sowie die Baureihe 52 im Güterzugdienst zum Einsatz. Die bei der Deutschen Reichsbahn verbliebenen Lokomotiven der Baureihe 03.10 wurden ab 1954 in Stralsund zusammengezogen. Für die nächsten rund 25 Jahre wurden sie von Stralsund aus vor Schnellzügen eingesetzt. Die Baureihe 41 wurde fortan vermehrt für den Güterzugdienst verwendet. Die Neubaudampflokomotiven der Baureihe 50.40 kamen in den 1960er Jahren ebenfalls von Stralsund aus vor Güterzügen zum Einsatz.
Der Traktionswandel begann 1967 mit der Stationierung der Baureihe V 200 in Stralsund, ab 1969 kamen auch Fahrzeuge der Baureihe V 100 nach Stralsund. Bis 1973 hatten sie alle Dampflokomotiven bis auf die Baureihe 03.10 verdrängt. Die letzten Dampfloks konnten erst gegen Ende der 1970er Jahre schrittweise durch die Baureihe 142 sowie die schwächer motorisierten Loks der Baureihe 132 abgelöst werden. Im Mai 1980 wurde letztmals eine Dampflok – die 03 1010 – vom Bahnbetriebswerk Stralsund eingesetzt.
Mit der fortschreitenden Elektrifizierung wurden ab 1988 mit der Baureihe 243 erstmals E-Loks in Stralsund beheimatet. 1996 wurden alle noch vorhandenen E-Loks an andere Dienststellen abgegeben.

## Aktuelle Zugverbindungen

### Fernverkehr
Stand: Dezember 2023
| Linie  | Fahrtverlauf | Takt                                                                                  | EVU               | Fahrzeugmaterial |
| ------ | --- | ------------------------------------------------------------------------------------- | ----------------- | ---------------- |
| ICE 15 | Eisenach – Gotha – Erfurt – Halle – Berlin – Prenzlau – Stralsund                                                     | 1 Zug Fr/Sa                                                                           | DB Fernverkehr AG | ICE T            |
| ICE 21 | (Ostseebad Binz) – Stralsund – Prenzlau – Berlin Hauptbahnhof – Berlin Südkreuz                                       | mindestens drei Zugpaare                                                              | DB Fernverkehr AG | ICE 1 LDV        |
| ICE 26 | (Ostseebad Binz – / Greifswald –) Stralsund – Rostock – Hamburg – Hannover – Göttingen – Frankfurt (Main) – Karlsruhe | Zweistundentakt, teilweise nur bis Hamburg, Hannover, Göttingen oder Frankfurt (Main) | DB Fernverkehr AG | ICE T, ICE 1 LDV |
| ICE 28 | (Ostseebad Binz) – Stralsund – Prenzlau – Berlin – Leipzig – Erfurt – Bamberg – Nürnberg – München                    | ein Zugpaar (Mo–Fr, So) zwei Zugpaare (Sa)                                            | DB Fernverkehr AG | ICE T            |
| ICE 39 | (Ostseebad Binz –) Stralsund – Rostock – Hamburg – Recklinghausen – Köln – Frankfurt (Main) – Nürnberg                | 1 Zug Sa/So                                                                           | DB Fernverkehr AG | ICE 4            |
| ICE 43 | (Ostseebad Binz –) Stralsund – Rostock – Hamburg – Bremen – Osnabrück – Köln – Basel                                  | 1 Zugpaar pro Tag                                                                     | DB Fernverkehr AG | ICE 4            |

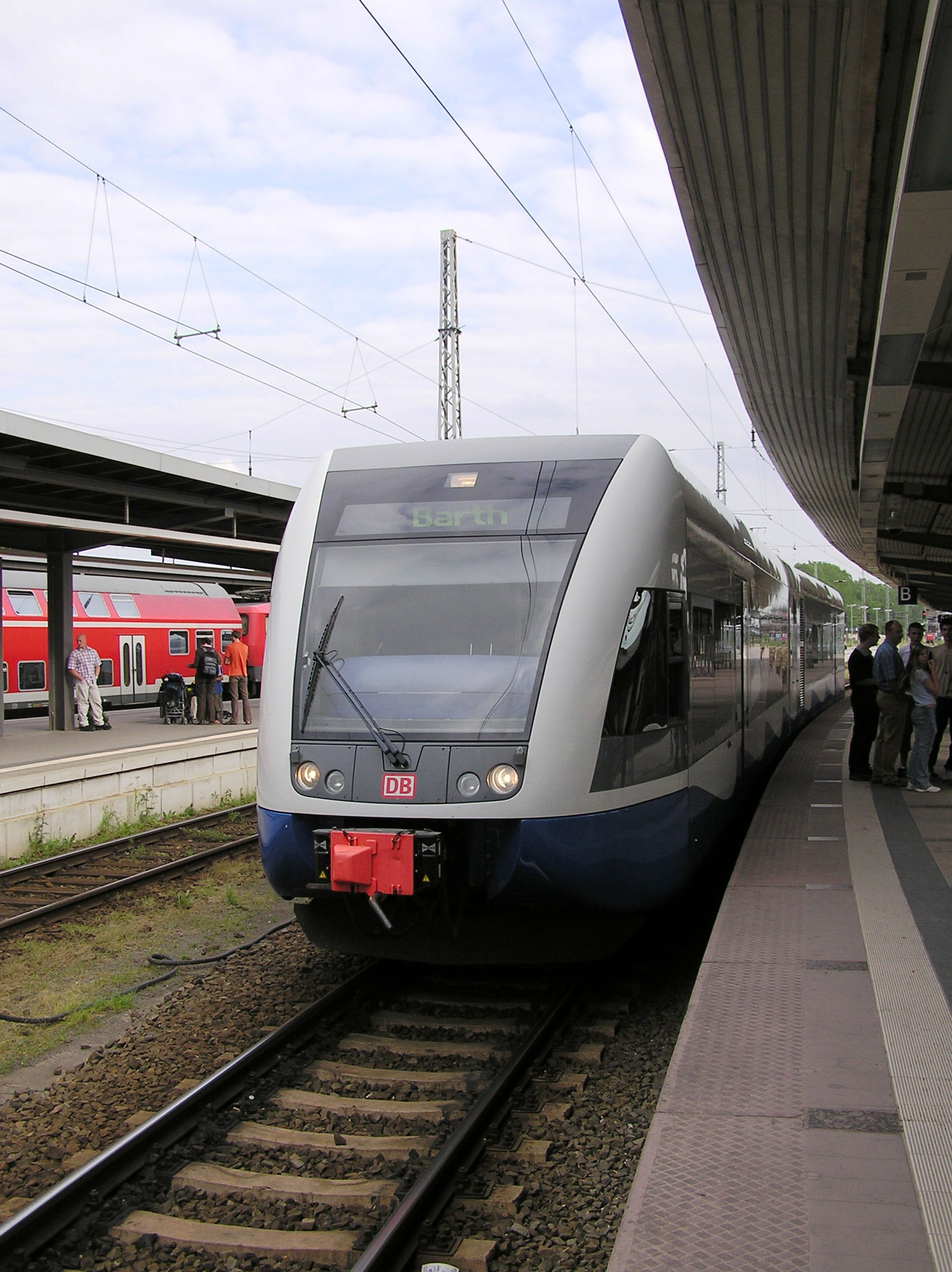
Zug der UBB im Bahnhof (2006)

Ein Teil der Fernzüge fährt nur in der Sommerzeit (Urlaubssaison) nach Binz und endet in den anderen Monaten schon in Stralsund.

### Nahverkehr
| Linie                    | Fahrtverlauf | Takt (min)                              | EVU                   | Fahrzeugmaterial                                 |
| ------------------------ | --- | --------------------------------------- | --------------------- | ------------------------------------------------ |
| RE 3                     | Stralsund – Greifswald – Züssow – Anklam – Pasewalk – Prenzlau – Angermünde – Eberswalde – Berlin – Jüterbog – Lutherstadt Wittenberg | 120                                     | DB Regio Nordost      | Lok+Doppelstockwagen                             |
| RE 5                     | Stralsund – Neubrandenburg – Neustrelitz – Oranienburg – Berlin                                                                       | 120                                     | DB Regio Nordost      | Lok+Doppelstockwagen                             |
| RE 5                     | Stralsund – Neubrandenburg – Neustrelitz                                                                                              | 120                                     | DB Regio Nordost      | Bombardier Twindexx Vario / Lok+Doppelstockwagen |
| RE 7                     | Stralsund – Miltzow – Greifswald | 120                                     | DB Regio Nordost      | Lok+Doppelstockwagen                             |
| RE 9                     | Stralsund – Bergen auf Rügen – Lietzow – Ostseebad Binz                                                                               | 120                                     | Ostdeutsche Eisenbahn | Siemens Desiro Mainline                          |
| RE 9                     | Rostock – Ribnitz-Damgarten – Velgast – Stralsund – Bergen auf Rügen – Lietzow – Sassnitz                                             | 120                                     | Ostdeutsche Eisenbahn | Siemens Desiro Mainline                          |
| RE 10                    | (Rostock –)Stralsund – Greifswald – Züssow – Anklam – Pasewalk                                                                        | 120 (Rostock – Stralsund Einzelfahrten) | Ostdeutsche Eisenbahn | Siemens Desiro Mainline                          |
| Stand: 10. Dezember 2023 | |                                         |                       |                                                  |